# Eolo (1754)
El Eolo fue un navío de línea de la Real Armada Española, construido en los Reales Astilleros de Esteiro de Ferrol. Su nombre de advocación era San Juan de Dios. Según los estándares británicos, estaba considerado como navío de tercera categoría, con 68 cañones.

## Construcción
Junto con sus 11 gemelos, fue ordenado el 15 de junio de 1752 y su quilla fue puesta en grada en 1752. Fue botado el 28 de agosto de 1753 y pertenecía a la serie conocida como los 12 Apóstoles o del Apostolado, construidos todos simultáneamente en los Reales Astilleros de Esteiro de Ferrol entre 1753 y 1755. Entró en servicio en 1754 con 68 cañones, al igual que el resto de la serie, aunque después algunos llevaron hasta 74 cañones.

## Historial
Fue un navío bastante problemático en cuanto a su estado de conservación y por algunos defectos en su construcción. A finales de marzo de 1760 se encontraba en Ferrol. Se le realizó una carena completa en el arsenal de la citada localidad en junio del mismo año.
En enero de 1762 tenía su base en la bahía de Cádiz, y formaba escuadra con otros doce navíos, cuatro fragatas y otros buques menores. Durante este año y el siguiente, en el marco de la guerra contra Gran Bretaña, realizó varias misiones por el Mediterráneo, estrecho de Gibraltar y océano Atlántico. En septiembre de 1762 presentaba numerosas maderas podridas a pesar de su escaso tiempo en el mar. El 26 de enero de 1763 zarpó de Cádiz rumbo a Ferrol, dando escolta a varios buques que llevaban diferentes destinos. El 20 de marzo de 1764 desapareció del registro de buques de la Armada.